# Michael Palin
Michael Edward Palin (født 5. maj 1943, Sheffield) er en britisk komiker, skuespiller, forfatter, tv-vært og sanger.
Han er hovedsagelig kendt for sin medvirken i Monty Python, hvor han var gruppens yngste medlem. Udover deltagelse i en lang række andre film har han for BBC-TV medvirket i en række programmer om rejser i fjerne egne:
- "Jorden rundt på 80 dage", en verdensomrejse i bogens skygge,
- "Fra nord til syd", en rejse fra nordpolen til sydpolen,
- "Stillehavet rundt", en rejse langs Ring of Fire (Ildringen),
- "På tværs af Sahara".

Dansk TV har også sendt et Palin-program viet til den danske maler Vilhelm Hammershøi.

## Udvalgte film
- How to Irritate People (1968)
- Monty Pythons Flyvende Cirkus (BBC) (1969 – 1974)
- And Now for Something Completely Different (1972)
- Monty Python and the Holy Grail (1975)
- Jabberwocky (1977)
- The Rutles: All You Need Is Cash (1978)
- Monty Python's Life of Brian (1979)
- Time Bandits (1981)
- Monty Python's Meaning of Life (1983
- Monty Python Live at the Hollywood Bowl (1983)
- A Private Function (1984)
- Brazil (1985)
- A Fish Called Wanda (1988)
- Fierce Creatures (1997)